# Centre sportif Lotus-du-Siècle
Pour l’article homonyme, voir Lotus-du-Siècle (métro de Foshan).
Le Centre sportif Lotus-du-Siècle de Foshan (en chinois simplifié : 佛山世纪莲体育中心 ; chinois traditionnel : 佛山世紀蓮體育中心; et en Romanisation en cantonais : Fat⁶saan¹ Sai³gei²lin⁴ Tai²juk⁶ Zung¹sam¹) est un complexe sportif, qui se compose d'un stade de football et d'athlétisme et quatre bassins de natations, situé à Foshan, Guangdong, Chine.

## Histoire
Il est construit afin d'accueillir les 12e Jeux provinciaux du Guangdong et aussi afin de remplacer la Nouvelle Place de Foshan, qui fut démoli en 2007.